# Raissac-d’Aude
Raissac-d’Aude (okzitanisch Raiçac d'Aude) ist eine französische Gemeinde mit 234 Einwohnern (Stand 1. Januar 2022) im Département Aude in der Region Okzitanien. Sie gehört zum Arrondissement Narbonne und zum Kanton Le Sud-Minervois.

## Bevölkerungsentwicklung
| Jahr      | 1962 | 1968 | 1975 | 1982 | 1990 | 1999 | 2018 |
| Einwohner | 311  | 301  | 239  | 238  | 238  | 238  | 261  |

## Sehenswürdigkeiten
- Kirche Saint-Barthélemy (19. Jahrhundert) Homepage der Pfarrei Saint Vincent en Narbonnais